# طارق عاكف
طارق فاروق عاكف، (مواليد 28 نوفمبر 1960 - 23 نوفمبر 2020)، ملحن وموزع موسيقي مصري وقائد أوركسترا وعازف أورج محترف، امتلك استوديو «صوت الحب» في القاهرة.
عرف عنه الاعتزال مراراً ثم العودة عن قراره.

## دراسته الأكاديمية
درس الموسيقى في معهد ليونارد دافينشي قسم الموسيقى في القاهرة حيثُ نال الدبلوم، كما تابع دراسات حرة بمعهد الموسيقى العربية. في العام 1983م تخصص في التأليف والتوزيع الموسيقي.

## بدايته العملية
عمل في بداياته كعازف أورج إلى أن شاهده أحد قادة الفرق الموسيقية وهو المايسترو حمادة النادي، وأبدى إعجابه بموهبته وطلب منه العمل معه. عمل طارق عاكف في فرقة الموسيقار عمار الشريعي.

## التعاونات
من أبرز الفنانين الذين وزع لهم طارق عاكف أغنياتهم:
1. عبد الكريم عبد القادر
2. محمد عبده
3. وردة الجزائرية
4. عزازي
5. سميرة سعيد
6. ميادة الحناوي
7. جورج وسوف
8. عبد الله الرويشد
9. رابح صقر
10. نبيل شعيل
11. نجوى كرم
12. نوال الكويتية
13. نوال الزغبي
14. راشد الماجد
15. إيهاب توفيق
16. ماجدة الرومي
17. طلال مداح
18. خالد عبد الرحمن
19. عبادي الجوهر
20. أبو بكر سالم
21. أصيل أبو بكر
22. أحلام
23. ديانا حداد
24. عاصي الحلاني
25. وائل كفوري
26. طلال سلامة
27. سعد الفهد
28. ماجد المهندس
29. أنغام
30. محمد البلوشي
31. حسين الجسمي
32. خالد بن حسين
33. علي بن محمد
34. ملحم زين
35. معين شريف
36. باسكال مشعلاني
37. نور مهنا
38. كلودا الشمالي
39. لطيفة التونسية
40. ذكرى
41. عبد الرب إدريس
42. فايز السعيد
43. نانسي عجرم
44. إلين خلف
45. سمر
46. شمس
47. عباس إبراهيم
48. فضل شاكر
49. راغب علامة
50. وليد توفيق
51. شيرين عبد الوهاب
52. عبد المجيد عبد الله
53. أصالة
54. راشد الفارس
55. هاني شاكر
56. نايف البدر
57. نجاة الصغيرة
58. حسين العلي
59. ميريام فارس

رابح صقر 

## الجوائز
حصل على عدة جوائز أهمها:
أحسن موزع موسيقي في الوطن العربي لمدة 10 سنوات (87 - 1997) وجائزة أحسن موزع عن أغنية «سيدي وصالك» لأنغام 2001 م.

## المهرجانات
الاشتراك باحتفالات أكتوبر، تترات المسلسلات الإذاعية، العمل مع يوسف شاهين في فيلم (المصير)، جرش، قرطاج، هلا فبراير بالكويت، علىّ بلبنان، الدوحة، دبي (ART)، وفرنسا بمسرح الأولمبيا وإنجلترا (البيرت هول).

## وفاته
تُوفي فجر يوم الاثنين 23 نوفمبر 2020 ميلاديّا، الموافق 8 ربيع الآخر 1442 هجريا، عن عمر ناهز 60 عام.

## روابط خارجية
- طارق عاكف على موقع قاعدة بيانات الأفلام العربية
- طارق عاكف على موقع ميوزك برينز (الإنجليزية)